# Province ecclésiastique de Besançon

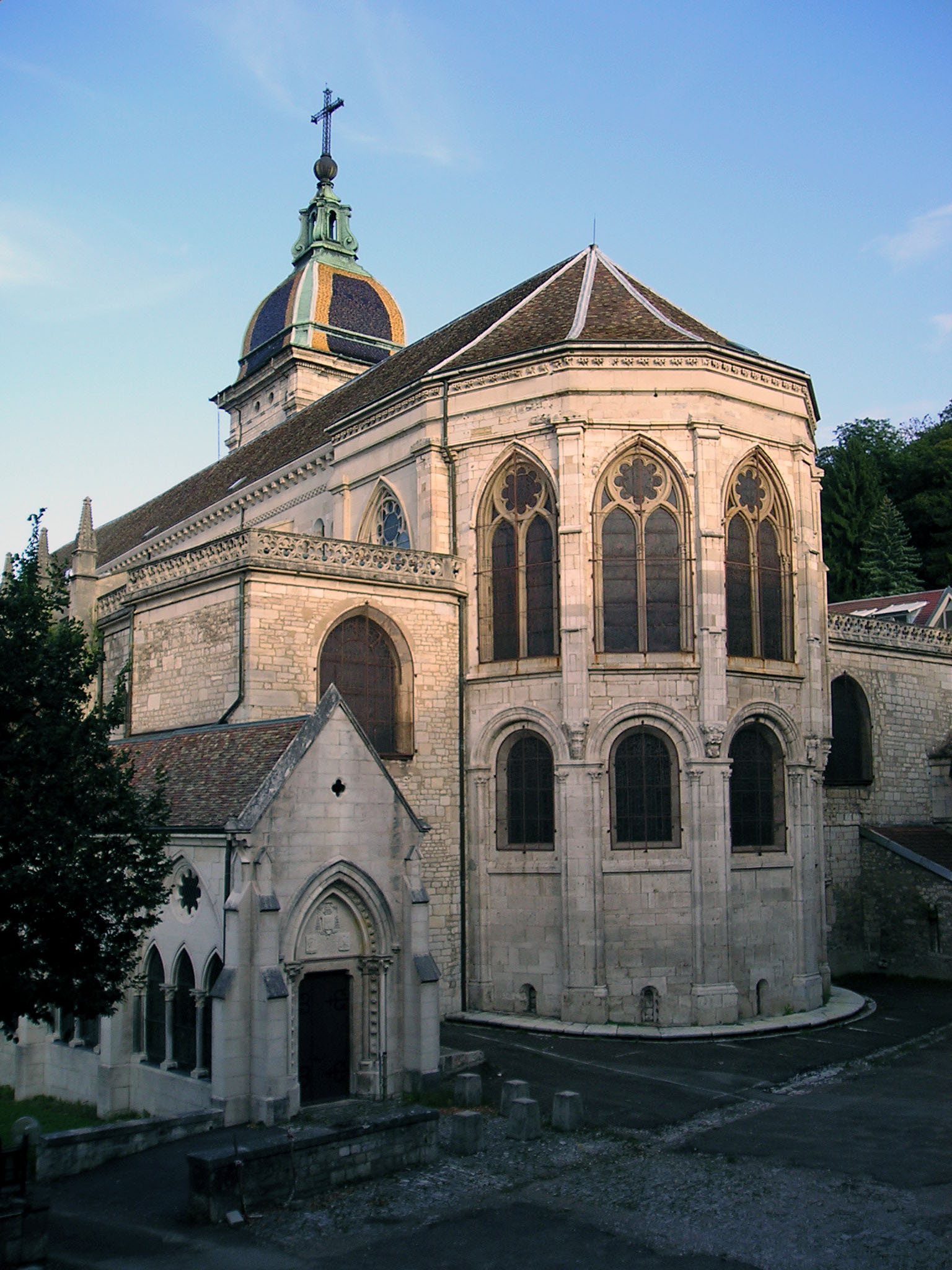
Photographie de la cathédrale Saint Jean de Besançon

La province ecclésiastique de Besançon est une des quinze provinces ecclésiastiques de l'Église catholique en France.
Elle regroupe les diocèses suivants :
- Archidiocèse de Besançon (archevêché métropolitain)
- Diocèse de Belfort-Montbéliard
- Diocèse de Nancy-Toul
- Diocèse de Saint-Claude
- Diocèse de Saint-Dié
- Diocèse de Verdun